# Romeinse mijl

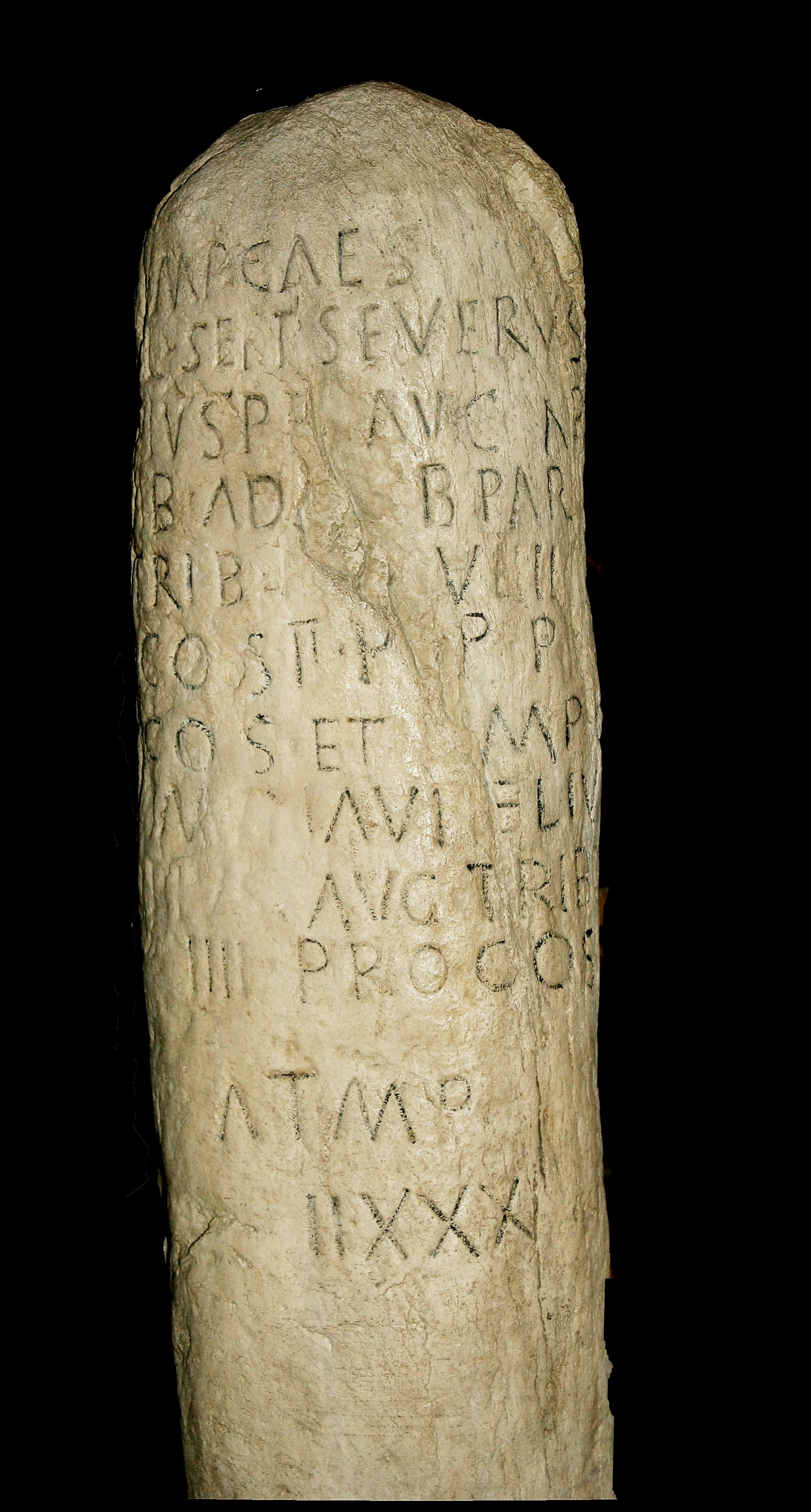
Romeinse mijlpaal

De Romeinse mijl of mile (Lat. milia passuum of milliaria) is een door de Romeinen ingevoerde lengtemaat met zoals de naam aangeeft een lengte van duizend passen, waarbij 1 pas gelijkstaat aan twee stappen. De lengte van een Romeinse mijl bedroeg ca. 1478 meter. De mijl is onderverdeeld in kleinere eenheden, zoals hieronder aangegeven.
Mede door het plaatsen van milliaria (mijlpalen) langs alle Romeinse wegen, waarop de afstand tot belangrijke plaatsen in mijlen was aangegeven, werd de Romeinse mijl in Europa geïntroduceerd.

## Romeinse lengtematen
- digitus (vingerkootje) (ca. 18,5 mm)
- palmus (palm): 4 digiti (ca. 73,9 mm)
- pes (voet): 4 palmi (ca. 296 mm)
- passus (pas of paslengte): 5 pedes (ca. 1478 mm)
- milia passuum of milliarium (mijl): 1000 passus (ca. 1478 m)